# Otus mentawi
Ментавайская совка, или  Совка Ментавай (Otus mentawi (лат.)) — вид птиц рода совок семейства совиных. Подвидов не выделяют.

## Описание
Представители данного вида имеют длину около 20 сантиметров. Красная морфа имеет темно-красновато-коричневый верх и красновато-коричневый или темно-бордовый низ. Черно-бурая морфа имеет карие глаза (иногда они жёлтого цвета).

## Образ жизни
Вероятно, представители вида питаются в основном насекомыми.

## Распространение
Вид является эндемиком островов Ментавай.